# Albert von Schmidlin
Karl Albert Wilhelm Schmidlin, ab 1903 von Schmidlin, (* 11. Mai 1844 in Bürg, Oberamt Neckarsulm; † 14. Juni 1910 in Ulm) war ein württembergischer Oberamtmann, Stadtdirektor von Stuttgart und Regierungspräsident.

## Abstammung
Albert (auch Albrecht) Schmidlin kam als Sohn des Pfarrers Otto Schmidlin (* 1815; † 1844) und der Karoline geb. Faber zur Welt. Sein Großvater war der württembergische Innenminister Christoph Friedrich von Schmidlin. Nachdem Albert Schmidlins Vater wenige Monate nach seiner Geburt gestorben war, heiratete seine Mutter 1854 ein zweites Mal. Albert Schmidlin wuchs deshalb im Haus seines Stiefvaters, des Politikers Friedrich Notter (1801–1884), in Stuttgart auf. 

## Leben und Beruf
Albert Schmidlin besuchte das Karlsgymnasium in Stuttgart. Ab 1862 studierte er dann Kameral- und Regiminalwissenschaften in Tübingen. Während seines Studiums schloss er sich 1862 der Burschenschaft Germania Tübingen an. Ab 1870 war er Oberamtsaktuar beim Oberamt Weinsberg. Er stieg rasch zum Amtmann auf und übernahm 1873 die Ämter eines Akademiesekretärs und Lehrbeauftragten für Rechtskunde an der Landwirtschaftlichen Hochschule Hohenheim. 1879 wurde Schmidlin Amtsverweser beim Oberamt Heidenheim und noch im gleichen Jahr Oberamtmann. 1888 wurde er zum Regierungsrat ernannt und übernahm die Leitung des Oberamts Ulm. 1895 erhielt er den Titel Oberregierungsrat, 1900 wurde er zum Stadtdirektor von Stuttgart bestellt. Nach nur drei Jahren wechselte er wieder nach Ulm, wo er als Nachfolger von Hermann von Hoser als Regierungspräsident die Leitung der Regierung des Donaukreises übernahm. Wenige Wochen nach Vollendung seines 66. Lebensjahres verstarb Schmidlin völlig überraschend.

## Ehrungen, Nobilitierung
- 1899 Ritterkreuz des Ordens der württembergischen Krone
- 1903 Ehrenkreuz des Ordens der württembergischen Krone,[1] welches mit dem persönlichen Adelstitel (Nobilitierung) verbunden war
- 1890 Ritterkreuz 1. Klasse des Friedrichs-Ordens
- Kommenturkreuz 2. Klasse des Friedrichs-Ordens